# Trionychinae
I Trionychinae sono una sottofamiglia di tartarughe dal guscio molle appartenenti alla famiglia Trionychidae.

## Generi
La sottofamiglia contiene 11 generi esistenti:

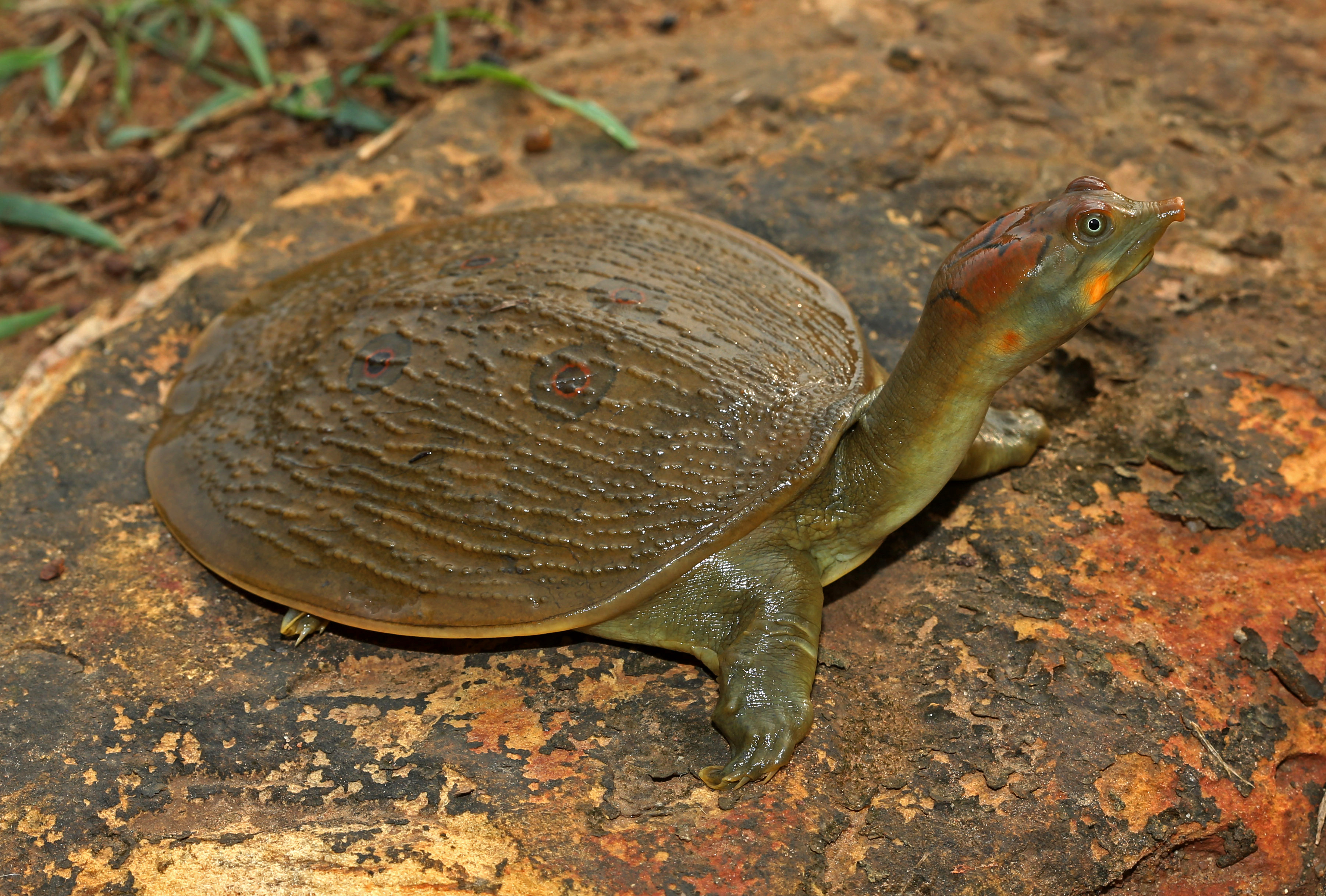
Tartaruga dal guscio molle di Leith
(Nilssonia leithii)

- † Axestemys[2][3][4][5]
- † Gobiapalone[5][6]
- † Khunnuchelys[7]
- † Murgonemys[5][8]
- † Oliveremys[2][3][9]
- † Palaeoamyda
- † Rafetoides (nomen dubium)[10][11]
- Amyda
- Apalone
- Chitra
- Dogania
- Nilssonia
- Palea
- Pelochelys
- Pelodiscus
- Rafetus
- Trionyx